# نوریا گاگو
نوریا گاگو (Moncada i Reixach، اسپانیا، ۱۰ مارس ۱۹۸۰) یک بازیگر و نویسنده فیلم و تلویزیون اسپانیایی است. او که در بارسلونا به دنیا آمد، دوران جوانی خود را در منتکادا ای ریکساک گذراند.